# Scutellarioideae
Scutellarioideae é uma subfamília botânica da família Lamiaceae constituída pelos gêneros:
- Scutellaria L.
- Renschia Vatke
- Tinnea Kotschy ex Hook. f.
- Holmskioldia Retz.
- Wenchengia C. Y. Wu & S. Chow